# Llista d'estats sobirans del 1969

## Estats sobirans

### A
- Afganistan – Regne de l'Afganistan
- Albània – República Popular d'Albània
- Alemanya Occidental – República Federal d'Alemanya[1]
- Alemanya de l'Est – República Democràtica d'Alemanya[2]
- Algèria – República Democràtica Popular d'Algèria
- Alt Volta – República de l'Alt Volta
- Andorra – Principat d'Andorra
- República Àrab Unida[3]
- Aràbia Saudita – Regne de l'Aràbia Saudita
- Argentina – República de l'Argentina
- Austràlia – Commonwealth d'Austràlia
- Àustria – República d'Àustria

### B
- Barbados
- Bèlgica – Regne de Bèlgica
- Bhutan – Regne de Bhutan
- Birmània – Unió de Birmània
- Bolívia – República de Bolívia
- Botswana – República de Botswana[4]
- Brasil – República Federativa del Brasil
- Bulgària – República Popular de Bulgària
- Burundi – República de Burundi

### C
- Cambodja – Regne de Cambodja
- Camerun – República Federal del Camerun
- Canadà – Domini del Canadà
- Ceilan – Domini de Ceilan
- República Centreafricana
- Colòmbia – República de Colòmbia
- República Democràtica del Congo
- República del Congo
- Corea del Nord – República Democràtica Popular de Corea[5]
- Corea del Sud – República de Corea[6]
- Costa d'Ivori – República de la Costa d'Ivori
- Costa Rica – República de Costa Rica
- Cuba – República de Cuba

### D
- Dahomey – República de Dahomey
- Dinamarca – Regne de Dinamarca
- República Dominicana

### E
- Equador – República de l'Equador
- Espanya – Estat espanyol
- Estats Units – Estats Units d'Amèrica
- Etiòpia – Imperi d'Etiòpia

### F
- Filipines – República de les Filipines
- Finlàndia – República de Finlàndia
- França – República Francesa[7]

### G
- Gabon – República gabonesa
- Gàmbia
- Ghana – República de Ghana
- Grècia – Regne de Grècia
- Guatemala – República de Guatemala
- Guinea – República de Guinea
- Guinea Equatorial – República de Guinea Equatorial[8]
- Guyana[9]

### H
- Haití – República d'Haití
- Hondures – República d'Hondures
- Hongria – República Popular d'Hongria

### I
- Iemen del Nord – República Àrab del Iemen[10]
- Iemen del Sud – República Democràtica Popular del Iemen del Sud
- Índia – República de l'Índia
- Indonèsia – República d'Indonèsia
- Iran – Regne de l'Iran
- Iraq – República de l'Iraq
- Irlanda – República d'Irlanda
- Islàndia – República d'Islàndia[11]
- Israel – Estat d'Israel[12]
- Itàlia – República Italiana
- Iugoslàvia – República Socialista Federal de Iugoslàvia

### J
- Jamaica
- Japó
- Jordània – Regne Haiximita de Jordània

### K
- Kenya – República de Kenya
- Kuwait – Estat de Kuwait

### L
- Laos
- Lesotho – Regne de Lesotho
- Líban – República Libanesa
- Libèria – República de Libèria
- Libya – Regne Unit de Líbia (fins a l'1 de setembre)
  -  Líbia – República Àrab Líbia (des de l'1 de setembre)
- Liechtenstein – Principat de Liechtenstein
- Luxemburg – Gran Ducat de Luxemburg

### M
- Malawi – República de Malawi
- Malàisia
- Maldives – República de les Maldives
- República Malgaixa
- Mali – República de Mali
- Malta – Estat de Malta
- Marroc – Regne del Marroc
- Maurici
- Mauritània – República Islàmica de Mauritània
- Mèxic – Estats Units Mexicans
- Mònaco – Principat de Mònaco
- Mongòlia – República Popular de Mongòlia[13]

### N
- Nauru – República de Nauru[14]
- Nepal – Regne del Nepal
- Nicaragua – República de Nicaragua
- Níger – República del Níger[15]
- Nigèria – República Federal de Nigèria
- Noruega – Regne de Noruega
- Nova Zelanda - Domini de Nova Zelanda

### P
- Països Baixos – Regne dels Països Baixos
- Pakistan – República Islàmica del Pakistan
- Panamà – República del Panamà
- Paraguai – República del Paraguai
- Perú – República Peruana
- Polònia – República Popular de Polònia
- Portugal – República Portuguesa

### R
- Regne Unit – Regne Unit de la Gran Bretanya i Irlanda del Nord
- Romania – República Socialista de Romania
- Ruanda – República Ruandesa

### S
- El Salvador – República del Salvador
- Samoa Occidental – Estat Independent de la Samoa Occidental
- San Marino – Sereníssima República de San Marino[16]
- Senegal – República del Senegal[17]
- Sierra Leone – Sierra Leone
- Sikkim – Regne de Sikkim[18]
- Singapur  – República de Singapur
- Síria – República Àrab Siriana
- Somàlia – República Somalí (fins al 21 d'octubre)
  -  Somàlia – República Democràtica de Somàlia (des del 21 d'octubre)
- Sud-àfrica – República de Sud-àfrica[4]
- Sudan – República del Sudan (fins al 25 de maig)
  -  Sudan – República Democràtica del Sudan (des del 25 de maig)
- Suècia – Regne de Suècia
- Suïssa – Confederació suïssa
- Swazilàndia – Regne de Swazilàndia[4][19]

### T
- Tailàndia – Regne de Tailàndia
- Tanzània – República Unida de Tanzània
- Togo – República Togolesa
- Trinitat i Tobago [20]
- Tunísia – República Tunisiana
- Turquia – República de Turquia
- Txad – República del Txad
- Txecoslovàquia – República Socialista Txecoslovaca

### U
- Uganda – República d'Uganda
- Unió Soviètica – Unió de Repúbliques Socialistes Soviètiques[21]
- Uruguai – República Oriental de l'Uruguai

### V
- Ciutat del Vaticà – Estat de la Ciutat del Vaticà[22][23][24]
- Veneçuela – Estats Units de Veneçuela
- Vietnam del Nord – República Democràtica del Vietnam[25]
- Vietnam del Sud – República del Vietnam[26]

### X
- Xile – República de Xile
- República Popular de la Xina
- República de la Xina
- Xipre – República de Xipre

### Z
- Zàmbia – República de Zàmbia

## Estats que proclamen la sobirania
- Anguilla – República d'Anguilla (fins al 19 de març)
- Biafra – República de Biafra
- Rhodèsia – Rhodèsia
- Rwenzururu – Regne de Rwenzururu